# モゲ
モゲ（Möge、? - 1261年）は、チンギス・カンの子のトルイの庶子で、モンゴル帝国の皇族である。異母兄にはモンケ、クビライ、フレグ、アリクブケらがいた。『元史』などの漢語史料では末哥／莫哥／穆哥と記され、『集史』などのペルシア語表記でموگهMūgeと記された。

## 生涯
『集史』によるとモゲの母はクビライの乳母であり、クビライとは乳兄弟の間柄にあった。このため、帝国の内乱期には常にクビライ側に立って行動を起こしている。
グユク・カアンが1248年に亡くなった後、新たなカアンを決めるクリルタイに於いて、モゲはバトゥらと協力して兄のモンケを支持した。これによってモンケが第4代カアンとなると、1257年にモンケより河南府5512戸を賜っている。
1258年、モンケが南宋へ親征すると、モゲはモンケ率いる中軍に属し、1軍を率いて洋州より米倉関に入った。
1259年、モンケが親征の途上に四川の釣魚山で亡くなると、モゲはいち早くクビライに使者を派遣して北方モンゴリアに戻り、カアン位に即くよう進めた。クビライとアリクブケの間でカアン位を巡ってモンゴル帝国帝位継承戦争が勃発すると、モゲはクビライ側に立って参戦し、右翼軍団を纏める働きをした。
中統元年（1260年）12月、クビライを助けた功績から銀2500両を賜ったが、その後程なくして亡くなった。中統2年（1261年）には後を継いだチントムが永寧王を封ぜられ、以後モゲ家は永寧王家として知られるようになった。

## 子孫
『元史』にはモゲ（末哥）の息子として「昌童大王」の名しか伝えていないが、『集史』などのペルシア語史料はチントム（『元史』の昌童）、ボラド、エブゲン、ダシュ・テムルの四子がいたと記載している。
- モゲ
  - 永寧王チントム（『元史』では昌童（真童）、『集史』ではچینگتومChīngtūmと記される）
    - バイ・テムル（『元史』「宗室世系表」は昌童の息子を伯帖木児、孫を伯顔木児と記すが、伯帖木児と伯顔木児は同一人物という説がある[2]）
      - 永寧王バヤン・テムル

    - カザン（『集史』本文には記載がないが、図表の方には名が記されている[3]）
    - キタイ（『集史』本文には記載がないが、図表の方には名が記されている[3]）

  - エブゲン（『元史』には記載がないが、『集史』では記される）
  - ダシュ・テムル（『元史』では塔失鉄木児と記される）
  - ボラド（『集史』においてبولادBūlādと記される。『元史』「成宗本紀」に記される孛羅ではないかと推測されている[4]）